# Unstoppable Gorg
Unstoppable Gorg est un jeu vidéo de type tower defense développé par Futuremark et édité par Headup Games, sorti en 2012 sur Windows, Mac, Xbox 360 et iOS.

## Synopsis
Le jeu s'inspire des films d'invasion extra-terrestre des années 1950.

## Accueil
- GameSpot : 7,5/10[1]
- IGN : 6,5/10[2]
- Jeuxvideo.com : 14/20[3]